# Robot (automatizálás)
A robot egy elektromechanikai szerkezet, amely előzetes programozás alapján képes különböző feladatok végrehajtására. Lehet közvetlen emberi irányítás alatt (mint a Space Shuttle robotkarja), de önállóan is végezheti a munkáját egy számítógép felügyeletére bízva. A robot információkat fogad el a környezetétől és értelmezi őket, elmozdít vagy kezel objektumokat, műveleteket végez.
A robotokkal rendszerint olyan munkákat végeztetnek, amelyek túl veszélyesek vagy túl nehezek az ember számára (például nehéz terhek mozgatása vagy pl. nukleáris hulladék megsemmisítése), vagy túl monoton de nagy  pontossággal végrehajtandó feladat, amit egy robot sokkal pontosabban és nagyobb biztonsággal képes elvégezni, mint az emberek (például szerelési műveletek). Robotokat hadi célokra is felhasználnak; a katonai célokra készült robotok feladata általában felderítés.
A robot csak olyan műveleteket végezhet, amelyekre programozták vagy megtanították.
A robotika az a tudomány, amely a robotok működését tanulmányozza, szerkesztésével és alkalmazásával foglalkozik az emberi tevékenység különböző területein.

## A szó eredete
A robot szó szláv  eredetű:  a robota szóból ered, aminek jelentése szolgamunka a csehben, szlovákban, ukránul (робота) és lengyelben, valamint a munkát jelenti az oroszban (работа). Karel Čapek használta először a  robot szót abban az értelemben, hogy egy gép valamilyen emberi munkát vált fel, embert helyettesít, az 1921-ben megjelent R.U.R. című drámájában. (Bár Karel a testvérét, Josef Čapekot nevezte meg, mint a szó igazi kitalálóját.)

## A robotika alaptörvényei
A robotika három alaptörvénye:
1. A robotnak nem szabad kárt okoznia emberi lényben vagy tétlenül tűrnie, hogy emberi lény bármilyen kárt szenvedjen.
2. A robot engedelmeskedni tartozik az emberi lények utasításainak, kivéve, ha ezek az utasítások az első törvény előírásaiba ütköznének.
3. A robot tartozik saját védelméről gondoskodni, amennyiben ez nem ütközik az első és a második törvény előírásaiba.

A 0. törvény (ezt az eredeti három törvény logikája alapján később fogalmazták meg): 
0. A robotnak nem szabad kárt okoznia az emberiségben, vagy tétlenül tűrnie, hogy az emberiség bármilyen kárt szenvedjen.

## A robotok fajtái

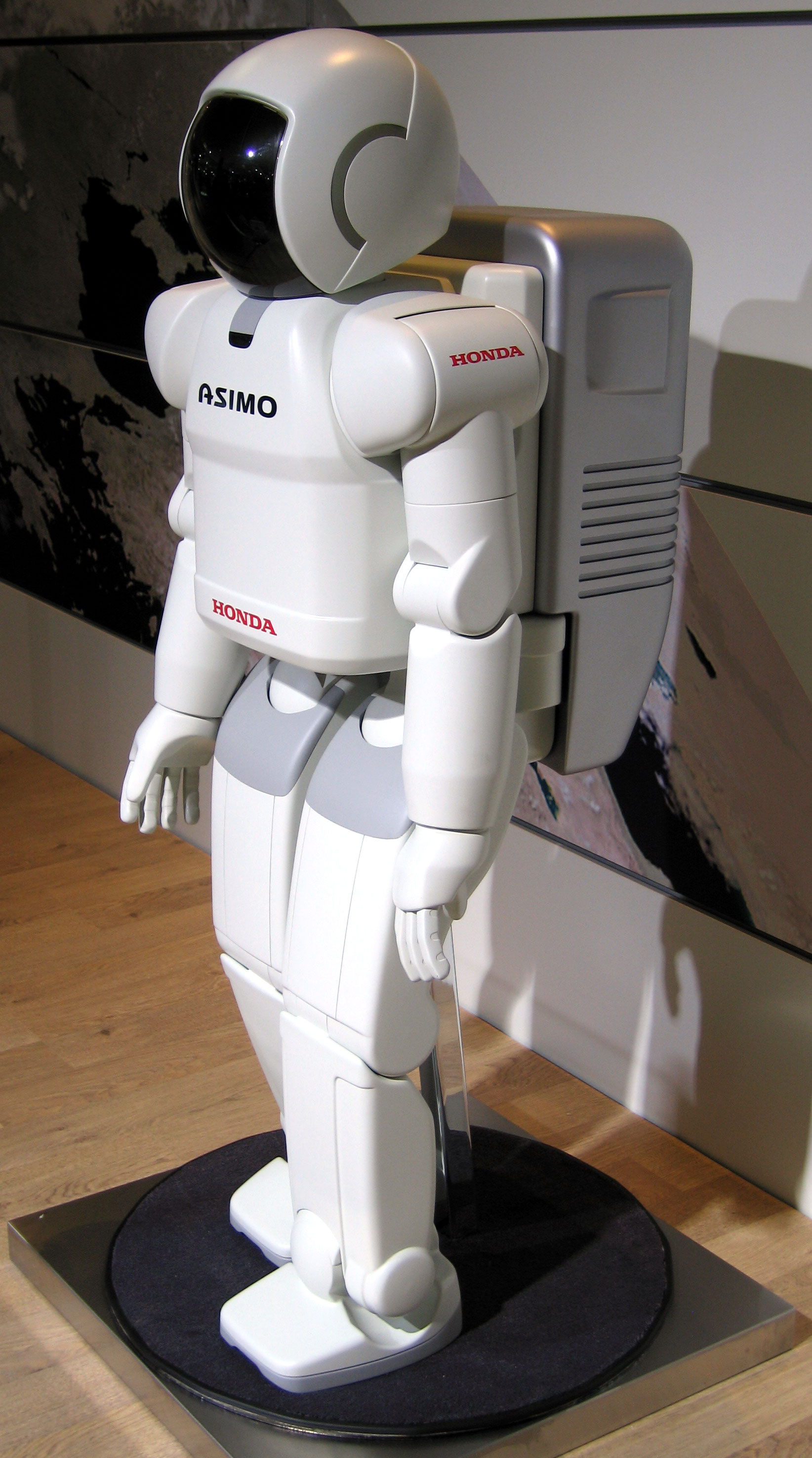
ASIMO, a Honda humanoid robotja

Humanoid robot a neve általában az ember alakú robotnak. Android az olyan humanoid robot, amely az emberi mozgást, beszédet, gesztikulációt alkalmazza működése közben.
Ipari robot az a robot, amely mechanikus robotkarral, nagy – többnyire három dimenziós – mozgási lehetőséggel, külön számítógéppel vezérelt működtető rendszerrel rendelkezik és amely valamilyen termék előállításával kapcsolatos technológiai műveletet (pl. szerelés, hibajavítás, tisztítás stb.) vagy kiegészítő, kiszolgáló tevékenységet (pl. minőség-ellenőrzés, anyagmozgatás, raktározás stb.) végez.
A kommunikációs robot az érintés, mozgás, hőmérsékletváltozás és más változások érzékelésével rendelkezik és ezek figyelembevételével végzi önműködően a tevékenységét.
A „játék”robotoknak ipari, gazdasági hasznuk nincs, ám működésük látványos, a nagyközönség figyelmét is le tudják kötni. Ezek jellemzően valamilyen állatra, vagy emberre hasonlító, mesterséges intelligenciával rendelkező termékek.

## Ipari robotok

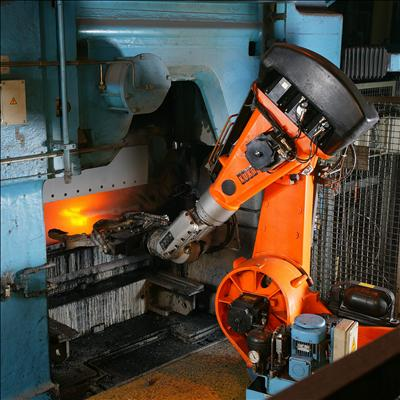
Ipari robot egy öntödében

Az ipari robotok az Ipar 4.0 ipari forradalom körülményei között a digitalizáció, a gyártási folyamatok modernizációja és optimalizációja körében kapnak egyre nagyobb szerepet.

### Az ipari robot fogalma
Az ISO 8373:2012 nemzetközi szabvány szerint az ipari robot egy helyen rögzített vagy mozgó, többfunkciós, újraprogramozható, automatikusan vezérelt, három vagy több tengelyen programozható manipulátor, amely ipari automatizálási alkalmazásokban való használatra alkalmas.
Más megfogalmazás szerint: az ipari robot újraprogramozható, többcélú manipulátor (anyagmozgató szerkezet, amely tárgyak megfogását, térbeli helyzetének megváltoztatását vagy megtartását, majd elengedését biztosítja), amely anyag, alkatrész, szerszám, vagy különleges eszköz – változtatható program szerinti – mozgatását végzi számos feladatvariáció végrehajtására.
Az ipari robotok lehetővé teszik a gyártási folyamatok hatékonyabb és pontosabb elvégzését. Kiválóan alkalmasak az ismétlődő, fizikailag igényes, esetenként az emberre nézve veszélyes feladatok pontos, hibamentes elvégzésére, és képesek rövidebb idő alatt nagyobb teljesítményre, növelve ezzel a gyártási kapacitást. Az ún. kollaborativ robotok – röviden: kobotok – alkalmazása lehetővé teszi az ember és a gép szorosabb és összehangolt együttműködését. A robotok könnyen programozhatók és újra konfigurálhatók, így gyorsan alkalmazkodhatnak az új termékek gyártásához vagy a termelési folyamatok módosításához.
Rendeltetésük szerint az ipari robotok lehetnek
- kiszolgáló (anyagkezelő, anyagmozgató, rakodó),
- technológiai gépeket kiszolgáló és
- technológiai műveleteket végző (hegesztő, festő, szerelő, mérő-ellenőrző stb.) robotok.

Az ipari robotokat általában alacsony hozzáadott értékű, egyszerű, ismétlődő feladatokra használják, elsősorban a tömeggyártásban, ahol a nem szakképzett gyári munkásokat helyettesíthetik.

## "Játék"robotok

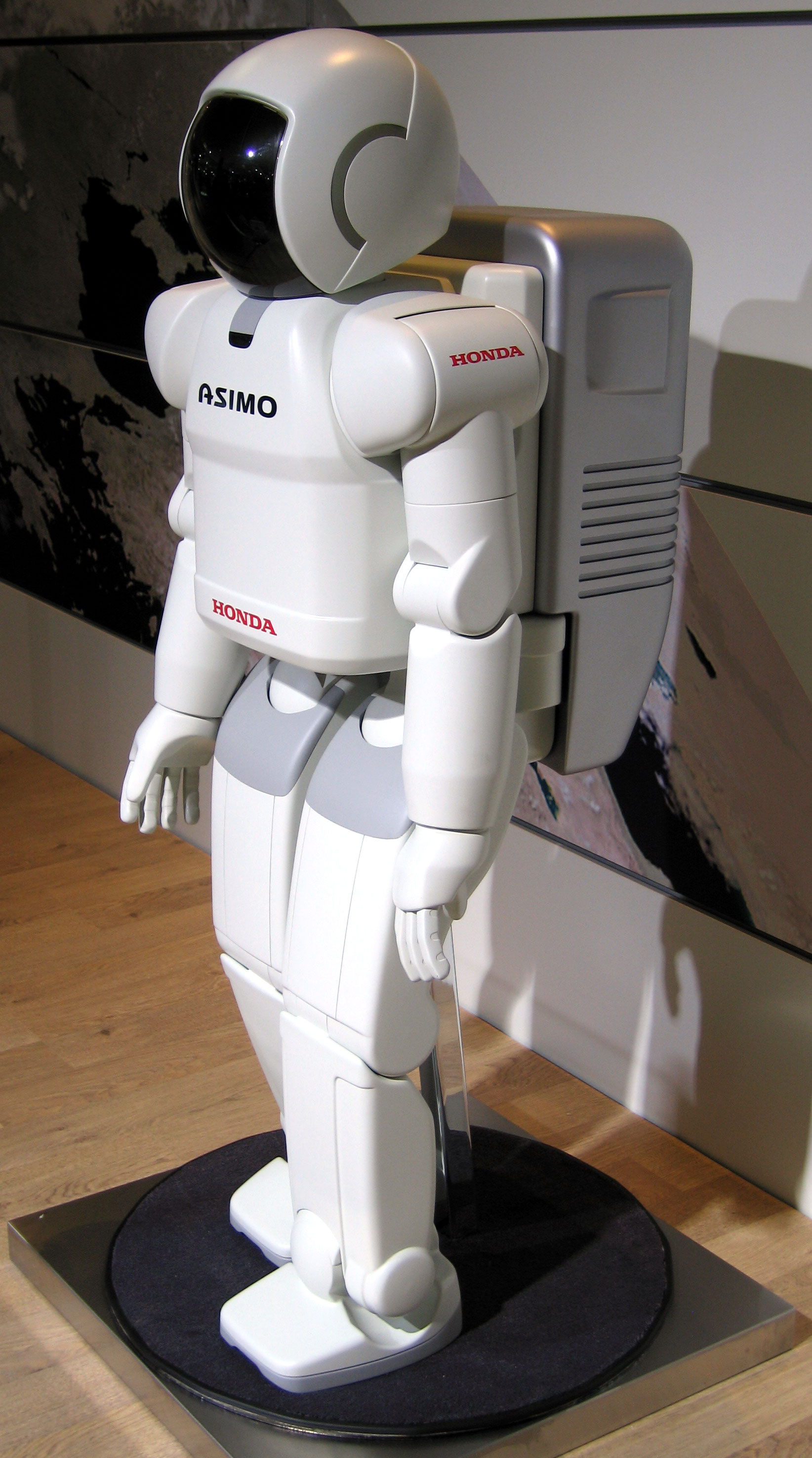
ASIMO, a Honda emberszabású robotja

A fejlesztések érzékeltetésére, bemutatására számos olyan robot született, amelyeknek ipari, gazdasági hasznuk nincs, ám működésük látványos, a nagyközönség figyelmét is le tudják kötni. Ezek jellemzően valamilyen állatra, vagy emberre hasonlító, mesterséges intelligenciával rendelkező termékek. Ilyen például egy olyan android robot, amely egy áruházban, bevásárlóközpontban szóban és/vagy képernyőn megjelenítve választ ad arra kérdésre, hogy egy bizonyos üzlet vagy árucsoport hol található.
"Játék"robot például
- az Aibo– a Sony robotkutyája,
- az I-Cybie – a Silverlit robotja,
- az ASIMO – a Honda emberszabású robotja.

## Robotok a kultúrában

### Robotok az irodalomban
- Az ember alakú önműködő szerkezetekről már az ókorban is fantáziáltak. Legismertebb irodalmi példája ennek az Íliász 18. énekében olvasható (Devecseri Gábor fordítása):[7]

"Szólt, s üllőjétől fölkelt nagysebten az órjás

és bicegett, hitvány lábszárai lent karikáztak.

És elvitte fuvóit a lángtól, majd valamennyi

dolgos szerszámát az ezüst ládába berakta;

majd pedig orcáját s a kezét letörölte szivaccsal,

és mellét, a bozontosat, és jóizmu nyakát is;

vette khitónját, vastag botját fogta kezébe,

és bicegett kifelé: szolgálók gyámolították;

drága aranyból vannak ezek, de akárcsak az élők.

Van szívükben erő és ész, és szólani tudnak,

és őket munkára az égilakók tanították.

Most mellette serénykedtek; s az előbbre botorkált,

és ragyogó trónjára leült, közelébe Thetisznek,

átkulcsolta kezét, s a nevén szólítva kimondta:"
- Az ember alkotta, emberformájú teremtmény azonban nemcsak az ember segítőjeként jelent meg a kultúrában: Mary Shelley Frankenstein vagy a modern Prométheusz című műve mintegy megismétli a Bibliából ismert teremtéstörténetet: a teremtett lény a teremtője ellen fordul. A párhuzamot erősíti, hogy a szörnyet, melyet Frankenstein doktor alkotott, Adamnak hívják.[8]
- Karinthy Frigyes Utazás Faremidóba c. regényében (1916) egy olyan világot ábrázol, amelyet szervetlen, mechanikus, de gondolkodni képes lények népesítenek be.  Bár a szerző sohasem használja a kifejezést, a műben ábrázolt géplények a robotoknak feleltethetők meg.[9]

A váz két karja volt a szárny, de ezenkívül még több keskeny, hajlékony fémkar nyúlt ki a derékból, különböző végződésekkel, egyike ezeknek volt az, ami engem a szerkezetből kiemelt.

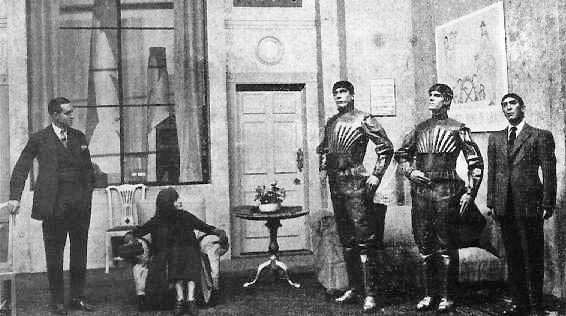
Fénykép a R.U.R. egyik előadásáról

- A robot szó elterjedését Karel Čapek 1921-es  R.U.R. (Rossum's Universal Robots) című színdarabjának köszönhetjük.
- Amit ma a populáris kultúrában robotnak neveznek (emberformájú, de elsősorban szervetlen anyagból készült gép), az jórészt Isaac Asimov munkássága nyomán alakult ki. Már Asimov műveiben is megvan a fenti kettősség: az ember segítése, illetve az ember veszélyeztetése. Isaac Asimov sci-fi univerzuma: Én, a robot, A két évszázados ember, és számos más novella és regény – Robbie, Andrew, R. Daneel Olivaw, R. Giskard Reventlov
- A robotok gyakori szereplői a sci-fi filmeknek, könyveknek, sorozatoknak.  Feltűnhetnek gonosz szerepben, az emberiség elpusztítására törekedve, de találunk jó robotokat is. Asimov műveiben jelent meg először a robotika három törvénye.  A robotokkal kapcsolatban általában két fő kérdés foglalkoztatja a szerzőket: milyen erkölcsi problémákat vet föl, ha a jövő robotjai tudattal és személyiséggel fognak rendelkezni, illetve elképzelhető-e, hogy egyszer a robotok fejlettebbé válnak az embereknél és átveszik az uralmat a világ fölött?

### Robotok a filmekben
- Terminator – A robotok célja az emberiség elpusztítása
- Mátrix-trilógia – A robotok energiaforrásként használják az embereket
- Robotzsaru – A Robotzsaru rendőrként védi a rendet Detroitban; valójában nem robot, hanem kiborg
- Star Trek – Data (Star Trek)
- Csillagközi romboló – cylonok
- Futurama – Bender, az alkoholista robot
- Rövidzárlat – Johnny 5, egy meghibásodott védelmi robot
- WALL·E – Az egyetlen megmaradt takarítórobot a Földön
- Csillagok háborúja – R2-D2, C3PO, és további típusok mind birodalmi, mind szövetségi oldalon
- Robotok
- Galaxis útikalauz stopposoknak – Marvin, a depressziós robot
- A. I. – Mesterséges értelem – David, az érző robotfiú
- Transformers 1-5 + Űrdongó – Álcák, Autobotok
- Szárnyas fejvadász – Roy Batty és társai
- 9 – 9 „lelkes” robot, melyekbe alkotójuk emberi archetípusokat ültetett
- Én, a robot (film) – A mozifilm változatban (eltérően a novellás kötettől) a robotok elterjedtek és be akarják börtönözni az embereket, hogy megvédjék őket önmaguktól (a 0. törvény értelmében)
- Vasököl – Boxoló robotok
- Gyilkos robotok
- Chappie

## Kapcsolódó szakirodalom
- Clark, Andy: Natural-born cyborgs, Oxford University Press, Oxford, 2003
- Brooks, Rodney A.: Flesh and Machines. How Robots Will Change Us, Pantheon Books, New York, 2002
- Biocca, Frank: A kiborg dilemmája – Progresszív megtestesülés a virtuális környezetekben, ford.: Sajó Tamás, Replika, 2000/39.
- Sólyom Petra: Képesek vagyunk a robotok nevelésére?, 3. évezred, 2007/5.
- Kömlődi Ferenc: Gépasszonyok, férfigépek, Filmvilág, 1998/12.
- Kulcsár Béla: Robottechnika; Typotex, Bp., 2012
- Raymond Kurzweil: A szingularitás küszöbén. Amikor az emberiség meghaladja a biológiát; Ad Astra, Bp., 2013
- Martin Ford: Robotok kora. Milyen lesz a világ munkahelyek nélkül?; ford. Garamvölgyi Andrea; HVG Könyvek, Bp., 2017
- Shelly Fan: Lecserél-e minket a mesterséges intelligencia?; ford. Nattán Balázs; Scolar, Bp., 2020 (Nagytotál)
- Héder Mihály: Mesterséges intelligencia. Filozófiai kérdések, gyakorlati válaszok; Gondolat, Bp., 2020
- Hajdú József: A robotok munkaerőpiaci hatása, különös tekintettel az ápoló és agrár robotokra; Pólay Elemér Alapítvány–Iurisperitus, Szeged, 2020 (Fundamenta fontium iuris)
- Kovács D. Lehel István: Lego robotok programozása; Scientia, Kolozsvár, 2020 (Sapientia könyvek. Természettudomány)
- Byron Reese: A negyedik kor. Okos robotok, tudatos számítógépek és az emberiség jövője; ford. Dedinszky Zsófia; Typotex, Bp., 2020
- Gondolatok a transzhumanizmusról. A mesterséges intelligencia etikája és hatásai; szerk. Christopher Hrynkow, ford. Berki Éva, Máté Katalin; Pallas Athéné, Bp., 2022
- Lázár Károly: Ipari robotok a textiliparban. (Hozzáférés: 2024. augusztus 19.)